# Reservistenabzeichen (NVA)

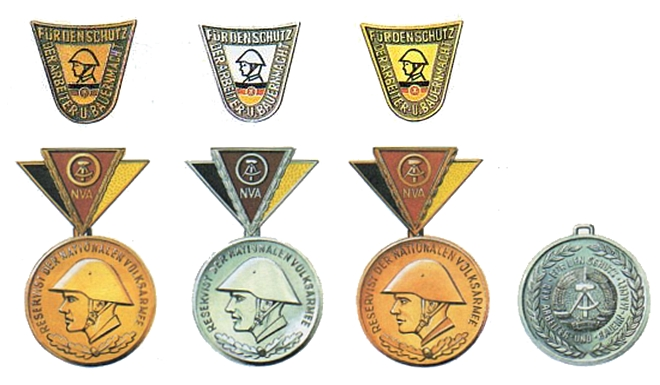
Reservistenabzeichen der NVA, oben die Abzeichen 1966–1968, darunter als Medaille 1968–1990

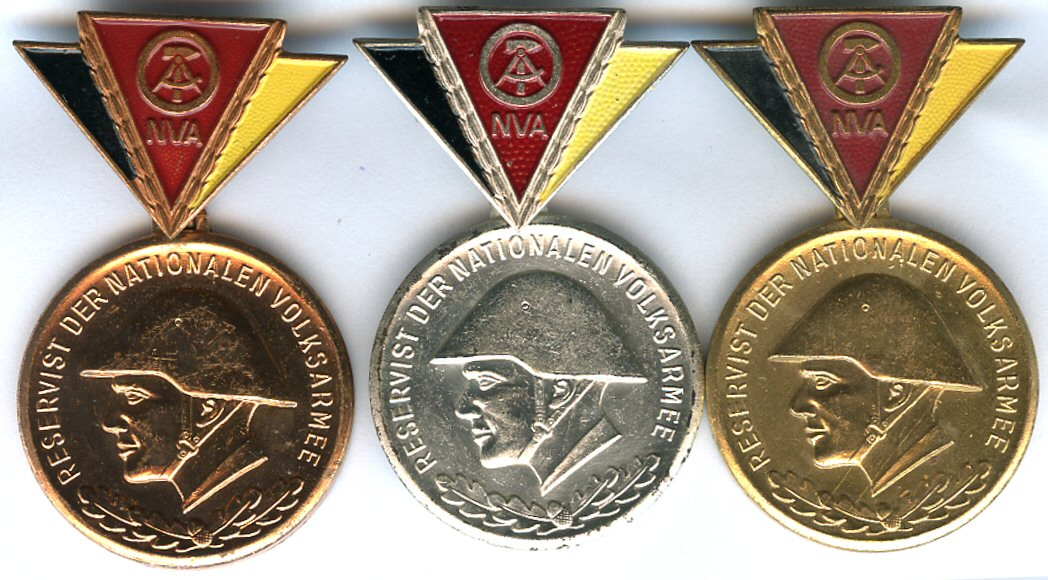
Reservistenabzeichen der NVA, als Medaille 1968–1990

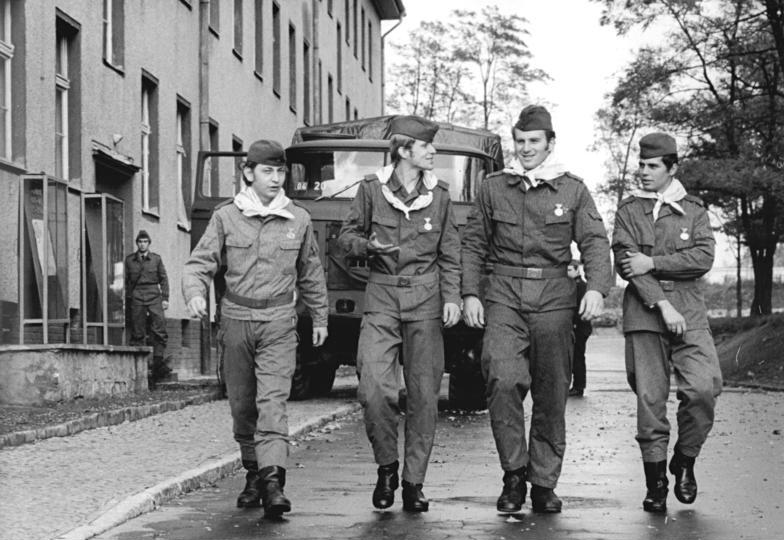
Soeben frisch mit dem Reservistenabzeichen dekoriert, junge Reservisten auf den Weg in das zivile Leben zurück. Um ihren Hals das obligatorische „Reservistentuch“

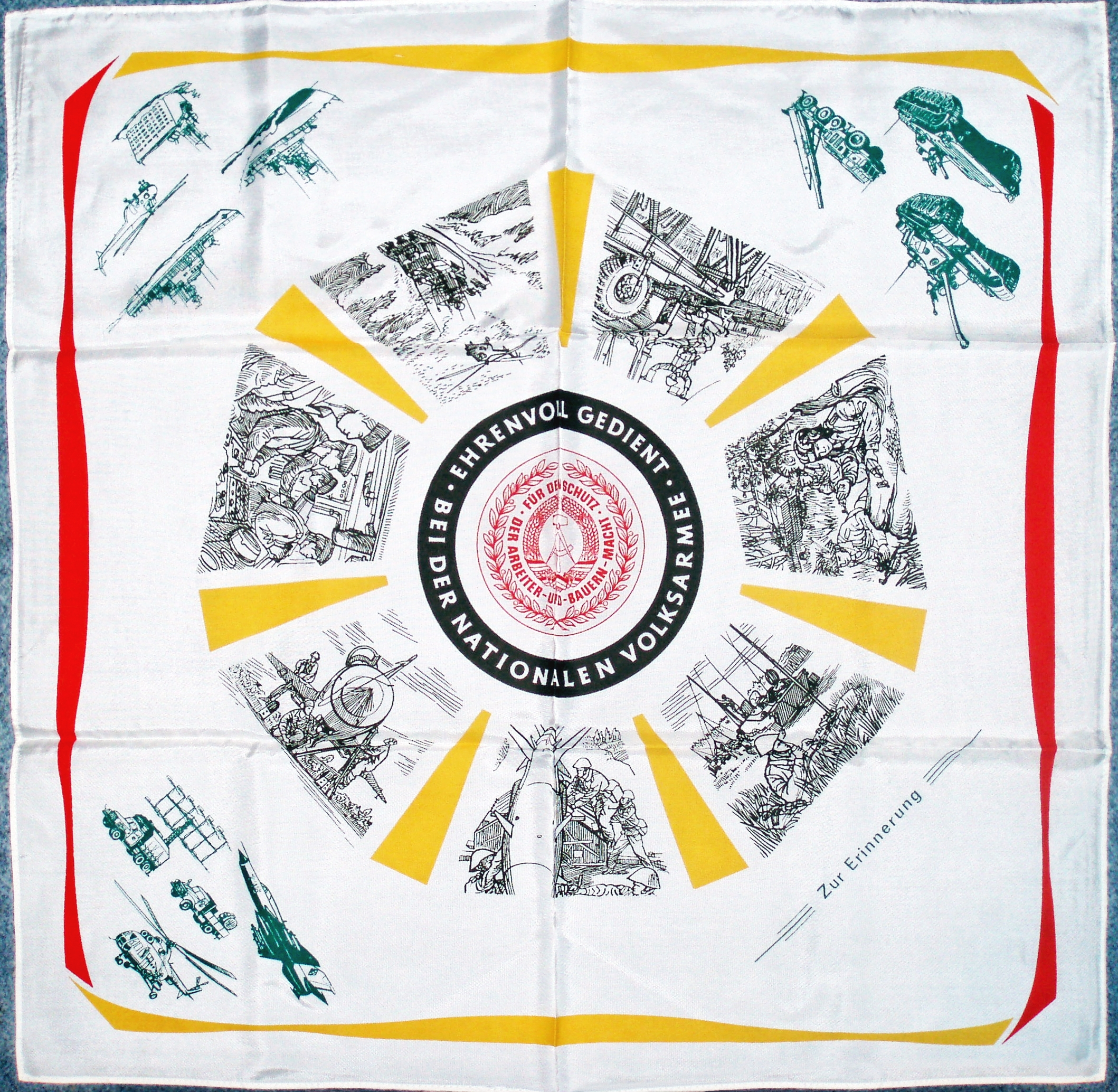
Das Reservistentuch wurde mit dem Reservistenabzeichen zeitgleich verliehen

Das Reservistenabzeichen der Nationalen Volksarmee (NVA) war in der Deutschen Demokratischen Republik (DDR) eine im Fachbereich des Ministeriums des Innern verliehene nichtstaatliche Auszeichnung, welche mit der Anordnungsnummer 23/65 vom Stellvertreter des Ministers und Chef des Hauptstabes des Innern am 5. November 1965 in drei Stufen gestiftet wurde. Seine Verleihung erfolgte an alle Armeeangehörigen der NVA, die ehrenvoll aus ihrem aktiven Dienst ausgeschieden und somit in die Reserve versetzt wurden. Es diente zugleich auch der Förderung des Zusammengehörigkeitsgefühls der ausgeschiedenen Soldaten. Seine Erstverleihung fand anlässlich des 10. Jahrestages der NVA am 1. März 1966 statt. Die Verleihung erfolgte
- in der Bronzestufe: für 18-monatige bis 2-jährige Dienstzeit
- in der Silberstufe: für bis zu 10-jährige Dienstzeit, allerdings von mindestens über zwei Jahren
- in der Goldstufe: für mehr als 10-jährige Dienstzeit

## Aussehen und Trageweise
Das Reservistenabzeichen gab es in zwei Formen. Das erste, welches von 1966 bis 1968 verliehen wurde, hatte die Form einer 18 mm hohen und 17 mm breiten schildförmigen Anstecknadel, die mittig auf bronzenem, silbernem oder goldenem Grund einen nach links blickenden Soldatenkopf zeigt. Unterhalb des Kopfes befindet sich eine DDR-Flagge. Umrahmt und gleichzeitig begrenzt wird das Abzeichen von der Umschrift: FÜR DEN SCHUTZ (oben) DER ARBEITER U. BAUERNMACHT (unten).
Mit der Anordnungsnummer 17/68 vom Stellvertreter des Ministers und Chefs der politischen Hauptverwaltung vom 8. Oktober 1968 wurde die Verleihung der bis dato verliehenen Anstecknadel durch eine 36 mm durchmessende Medaille ersetzt. Die zu diesem Zeitpunkt bereits ausgeschiedenen Reservisten erhielten nachträglich die neue Form in der verliehenen Stufe. Die Medaille besteht aus Buntmetall oder Stahlblech und hängt an einer Spange. Sie zeigt auf ihrem Avers unverändert den vom Betrachter aus gesehen nach links blickenden Kopf eines NVA-Soldaten. Darunter befinden sich zwei gekreuzte Eichenlaubzweige, die mittig von einer Eichel zusammengehalten werden. Der linke Zweig endet in der Umschrift: RESERVIST DER NATIONALEN VOLKSARMEE. Das Revers zeigt dagegen mittig das Staatswappen der DDR, umschlossen von der Umschrift: FÜR DEN SCHUTZ (oben) DER ARBEITER-UND-BAUERN-MACHT. Umschlossen wird diese Umschrift wiederum von zwei unten gekreuzten gebogenen Lorbeerzweigen. Die dazugehörige Spange ist 24 mm hoch, 35 mm breit und besteht aus zwei übereinander liegenden Dreiecken, die in den Farben Schwarz-Rot-Gold gehalten sind. Das mittige rote Dreieck wird dabei von zwei Eichenlaubzweigen seitlich begrenzt und zeigt zusätzlich in seiner Mitte das Staatswappen der DDR und die darunter liegende Abkürzung der Nationalen Volksarmee NVA. Sowohl Lorbeerzweige, Staatswappen und auch Schrift entsprechen dabei der Farbe der verliehenen Stufe.
Getragen wurde die Medaille seit 1968 als nichtstaatliche Auszeichnung auf der rechten Brustseite der Uniform, entweder rechts neben oder unter den staatlichen Ehrenzeichen.